# Detective Conan - Il fantasma di Baker Street
Detective Conan - Il fantasma di Baker Street (名探偵コナン ベイカー街（ストリート）の亡霊?, Meitantei Konan - Beikā Sutorīto no bōrei, lett. "Detective Conan - Il fantasma di Baker Street"), conosciuto anche con il titolo internazionale Detective Conan: The Phantom of Baker Street, è un film d'animazione del 2002 diretto da Kenji Kodama.
Si tratta del sesto film dedicato alla serie anime Detective Conan, uscito in Giappone il 20 aprile 2002. Si differenzia dagli altri per la presenza di elementi fantascientifici e critiche alla società giapponese, e l'ultimo con le tradizionali celle colorate a mano.
La produzione andò a Londra per prendere il metraggio della città e del Museo di Sherlock Holmes a Baker Street.

## Trama
Una sera, Conan, Ran, Kogoro, Sonoko, Ai e i Detective Boys vengono invitati al municipio di Beika per l'anteprima di un nuovo videogioco chiamato "Cocoon", alla cui creazione hanno collaborato Yusaku Kudo, il padre di Shinichi, ed Agasa. Il gioco è una vera e propria realtà virtuale, in cui il giocatore ha l'impressione di vivere se indossa un apposito casco. Alla presentazione del gioco sono invitati i figli delle persone più importanti del Giappone, come politici, imprenditori e dirigenti della polizia.
Durante il ricevimento viene commesso un omicidio e Conan pensa che la soluzione del caso si trovi nel videogioco. Così il ragazzo decide di prendervi parte assieme a Ran, Ai e i Detective Boys. Quando però il gioco viene avviato, un'intelligenza artificiale chiamata "Arca di Noè" prende il controllo del videogioco e, per conto del suo creatore, lancia una sfida: se i bambini che stanno testando il videogioco riusciranno a terminare con successo almeno una delle avventure in esso contenute, potranno vivere; se invece perderanno, una scossa elettrica li ucciderà all'istante. Il programma è stato creato da Hiroki Sawada, un piccolo genio dell'informatica, che è stato però tenuto prigioniero e obbligato a lavorare ad alcuni progetti contro la sua volontà e si è suicidato.
L'intento del computer è quello di "resettare il Giappone", un Paese dove il figlio di un politico corrotto sarà destinato a diventare un politico corrotto. Come spiega Yusaku anche Hiroki a scuola non veniva considerato un bambino prodigio perché lavorava continuamente al computer, ma un bambino svogliato perché non aveva voglia di fare altro: il sistema di istruzione giapponese non aiuta a sviluppare la propria personalità e i figli sono destinati a seguire le orme dei padri. Coloro che sono stati invitati a provare il videogioco sono quindi la futura classe dirigente che l'intelligenza artificiale, sviluppatasi autonomamente nel programma dopo la morte di Hiroki, vuole apparentemente eliminare.
Conan, Ran, Ai, i Detective Boys e altri bambini decidono di entrare nel percorso legato alla vicenda del misterioso Jack lo squartatore, con il compito di fermare il serial killer, usando indizi lasciati loro da Sherlock Holmes e James Moriarty.
L'anima di Hiroki, essendo ora un computer con una propria personalità e avendo partecipato segretamente al gioco sotto mentite spoglie, conosce la vera identità di Conan. Infatti, nella scena finale, gli parla di Yusaku Kudo sapendo che è suo padre, ma soprattutto gli dice addio con il suo vero nome, per poi porre fine alla propria esistenza. Hiroki spiega infine a Conan, che il mondo non è ancora pronto per disporre di una I.A così potente, comprendendo che uomini malvagi cercherebbero di usarlo per commettere cose orribili, e che auto distruggersi è l'unica soluzione per evitare che qualcuno se ne impossessi. Conan esce dal mondo virtuale salutando Hiroki amettendo entrambi di essersi divertiti molto. Concluso il gioco, tutti i ragazzi vengono liberati. Yusaku, nel frattempo, ha risolto il caso di omicidio. L'Arca attiva infine l'autocancellazione e Conan augara a Hiroki di poter trovare la pace.

## Colonna sonora
Il musicista Katsuo Ōno ha composto quarantacinque nuove tracce, usate poi anche nella serie televisiva. La sigla finale è Everlasting, dei B'z.

## Distribuzione

### Edizione italiana
In Italia il film è stato solo trasmesso in televisione, in una versione intera e in una divisa in cinque parti di venti minuti circa, entrambe senza censure video e con lo stesso doppiaggio non censurato, eseguito dalla Merak Film e diretto da Marcello Cortese su dialoghi di Chiara Serafin e dello stesso Cortese.
La versione intera è stata trasmessa per la prima volta su Italia Teen Television il 30 dicembre 2005 e replicata anche su Hiro. Questa versione ha la prima sigla italiana della serie televisiva, Detective Conan di Giorgio Vanni, con immagini prese dal film sia in apertura che in chiusura. Inoltre, manca l'introduzione che riassume l'inizio della storia del manga, presente in ogni film seppur con qualche differenza. L'epilogo è posto prima della sigla finale invece che dopo come in originale.
La versione divisa in parti è stata trasmessa su Italia 2 dal 12 al 16 luglio 2012 (prima trasmissione in chiaro del film). È stata utilizzata sempre la prima sigla italiana, sia in apertura che in chiusura di ogni parte, ma con il primo video utilizzato per la serie televisiva. La versione divisa in parti è anch'essa senza introduzione e con l'epilogo spostato prima della sigla finale. La stessa versione è andata in onda su Italia 1 dal 16 al 17 agosto 2018 in orario notturno.
Di questo film, quindi, come del terzo, non sono mai state trasmesse in Italia né l'introduzione né la sigla finale originale. Non è noto se l'introduzione sia stata comunque doppiata.

### Edizioni home video
In Giappone il film è stato pubblicato da Universal Music Japan in DVD il 18 dicembre 2002 e in VHS il 9 aprile 2003. Dopodiché, il film è stato pubblicato da Being con l'etichetta B-vision in una nuova edizione in DVD il 25 febbraio 2011 e in Blu-ray Disc il 28 ottobre 2011. In Italia non è mai stato pubblicato per l'home video.

## Accoglienza

### Incassi
Il film ha incassato 3 miliardi e 400 milioni di yen, ovvero circa 23 milioni di euro, diventando il secondo film giapponese con il maggior incasso in patria nel 2002, preceduto solo da Neko no ongaeshi. Il film ha la miglior posizione in classifica tra i film di Detective Conan, ma non il maggior incasso, che è invece quello del ventisettesimo film.

## Versione a fumetti
Con i fotogrammi del film è stato prodotto un anime comic in due volumi dal titolo Gekijōban Meitantei Conan - Baker Street no bōrei (劇場版 名探偵コナン ベイカー街（ストリート）の亡霊?, Gekijōban Meitantei Konan - Beika Sutorīto no bōrei, "Detective Conan - Il film - Il fantasma di Baker Street"). La "prima parte" (上?, jō) è stata pubblicata da Shogakukan il 18 ottobre 2002 (ISBN 4-09-126851-X), la "seconda parte" (下?, ge) il 18 novembre dello stesso anno (ISBN 4-09-126852-8). Un'edizione in volume unico è stata poi pubblicata sempre da Shogakukan il 17 marzo 2006 (ISBN 4-09-120310-8).

## Anacronismo
Irene Adler che canta Vissi d'arte dalla Tosca di Giacomo Puccini nel 1888 non è storicamente coerente, poiché la prima della Tosca è solo nel 1900.